# Ланделик Норд
Ла̀нделик Норд (Landelijk Noord – буквално „Селски север“) е район в северната част на община Амстердам (на североизток) и в южната част на региона Ватерланд в провинция Северна Холандия. През 2004 г. районът е имал 2046 жители.

## История
Ланделик Норд е част от региона Ватерланд. Той принадлежи към стария окръг Ватерланд на Западна Фризия. Районът в източната част на Ватерланд през 1921 г. е присъединен (със съгласието на селата) от Община Амстердам, за да осигури на растящия град Амстердам зелени предградия.
През 1979 г. вече присъединеното Схелигвауде се присъединява към района и по този начин запазва селския си облик в границите на града. От 1987 г. районът е част от градския район Амстердам-Норд. Чрез основания „Централен селски съвет на Ланделик Норд“ през 1959 г. селата поддържат контакт помежду си по въпроси като разпределението и устройството на района. Съветът има говорител в района Амстердам-Норд и в Община Амстердам.

## Населени места
Села:
- Дюргердам
- Холислот
- Рансдорп
- Схелингвауде
- Зюндердорп

Махали:
- 'т Нопейнд
- Хет Схау (част)